# Arnstadt
Arnstadt je město v německé spolkové zemi Durynsko, ležící na řece Geře. Je správním centrem zemského okresu Ilm. Nachází se přibližně 20 km jižně od Erfurtu, hlavního města spolkové země. V roce 2011 zde žilo přes 23 tisíc obyvatel.
První písemné prameny hovoří o městu již v roce 708 a Arnstadt je tak nejstarší město v Durynsku a současně patří také k nejstarším městům celého Německa. Do 18. století bylo sídelním městem knížat z knížectví Schwarzburg-Sondershausen. Pobýval zde také Johann Sebastian Bach. Město má zachovalé historické centrum. Známé jsou také zdejší Durynské klobásy. Vzhledem k tomu, že se Arnstadt nachází na okraji Durynského lesa, bývá často označován jako brána do Durynského lesa (německy Tor zum Thüringer Wald).
Město leží v průmyslové oblasti Durynska. V dnešním moderním Arnstadtu je rozvinut sklářský průmysl. Vyrábí se zde také solární panely. Dalším rozvinutým odvětvím je dřevozpracující průmysl. V nedalekém okolí se těží mangan. Od roku 1977 je zde každoročně pořádán atletický halový Výškařský mítink v Arnstadtu. V roce 2006 zde padl halový světový rekord v ženské kategorii, jehož držitelkou je švédská výškařka Kajsa Bergqvistová.

## Partnerská města
- Dubí, Česko
- Gurk, Rakousko
- Kassel, Hesensko, Německo
- Le Bouscat, Francie

## Galerie

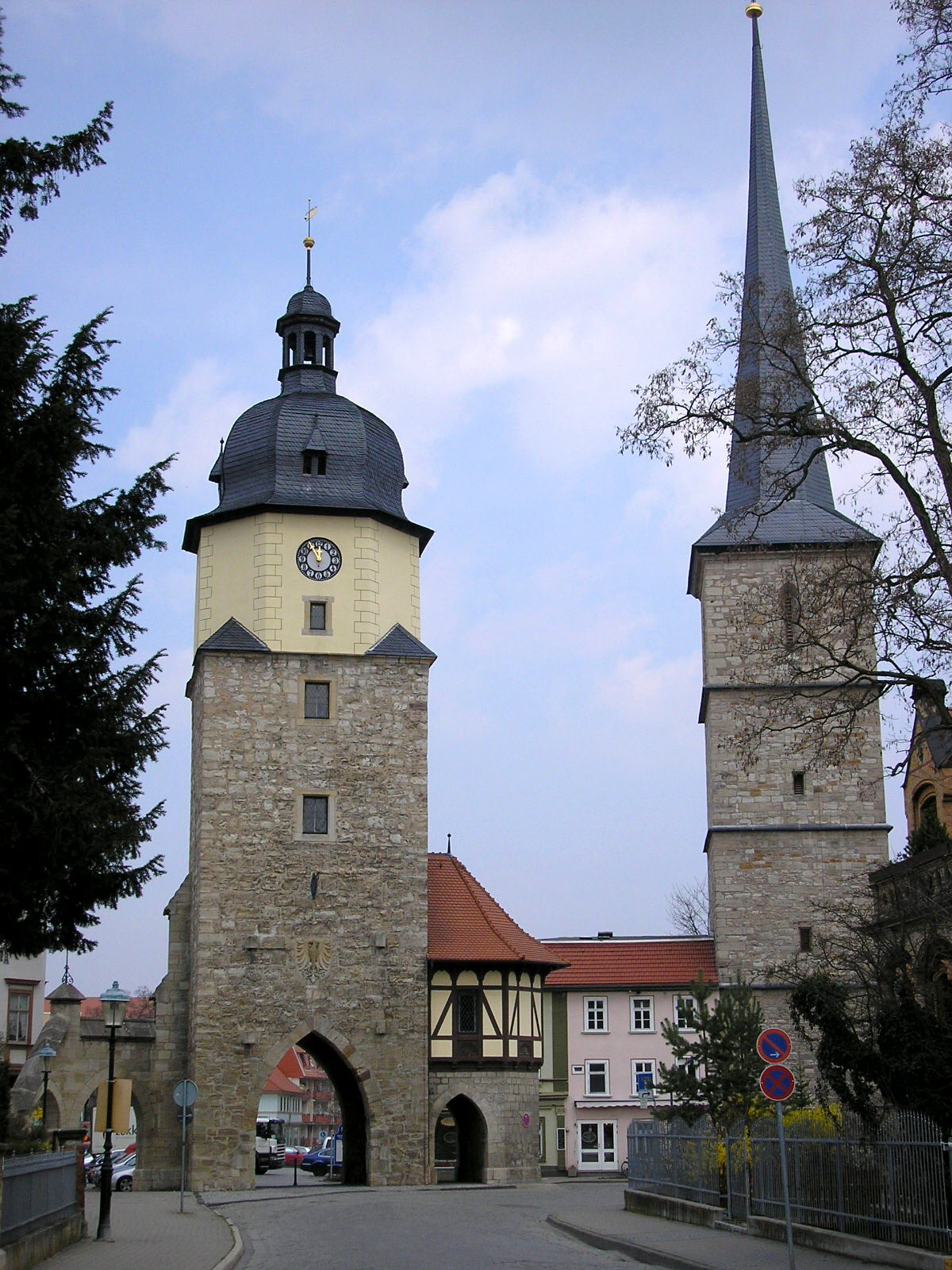
Historické věže v centru města
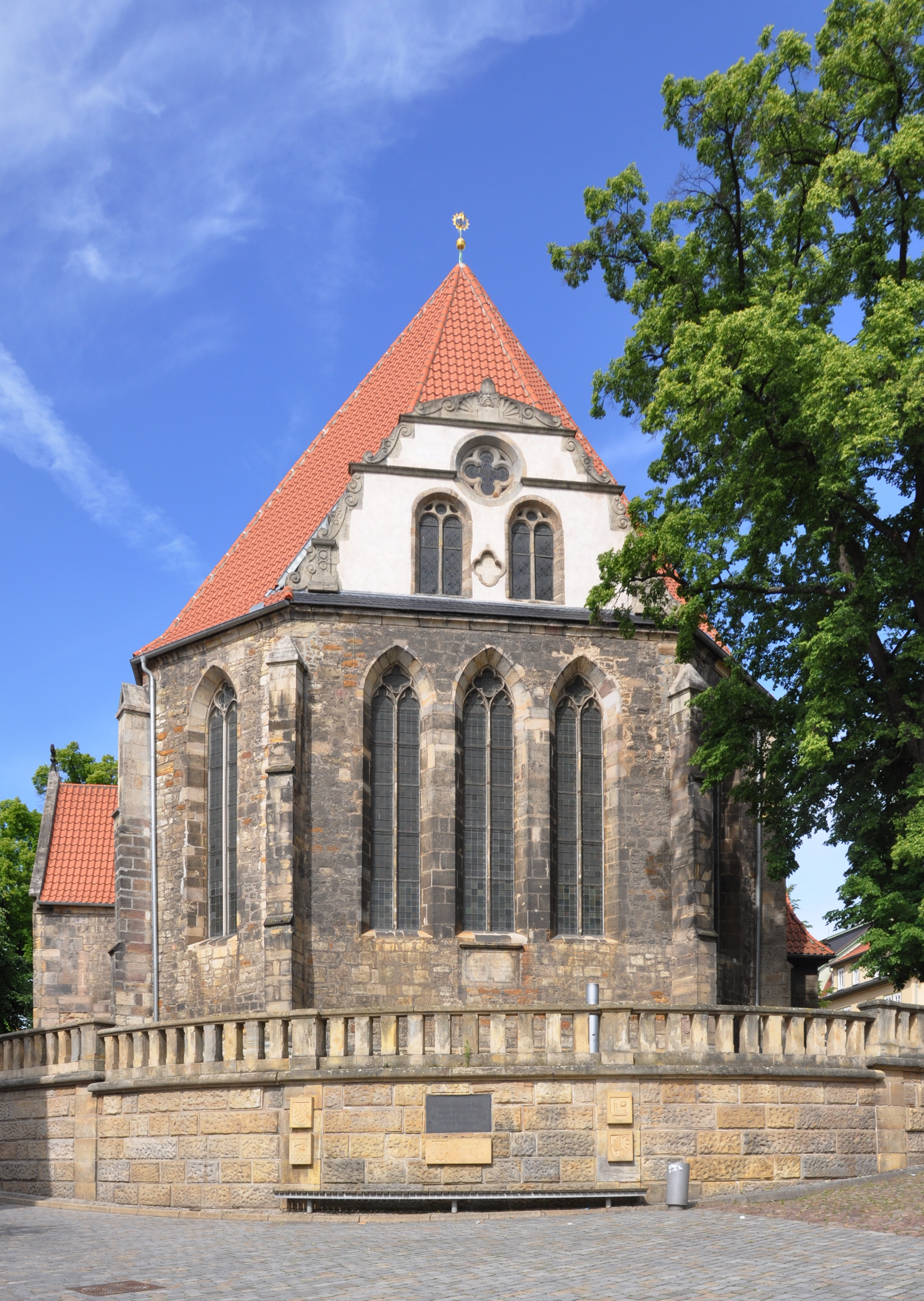
Bachův kostel
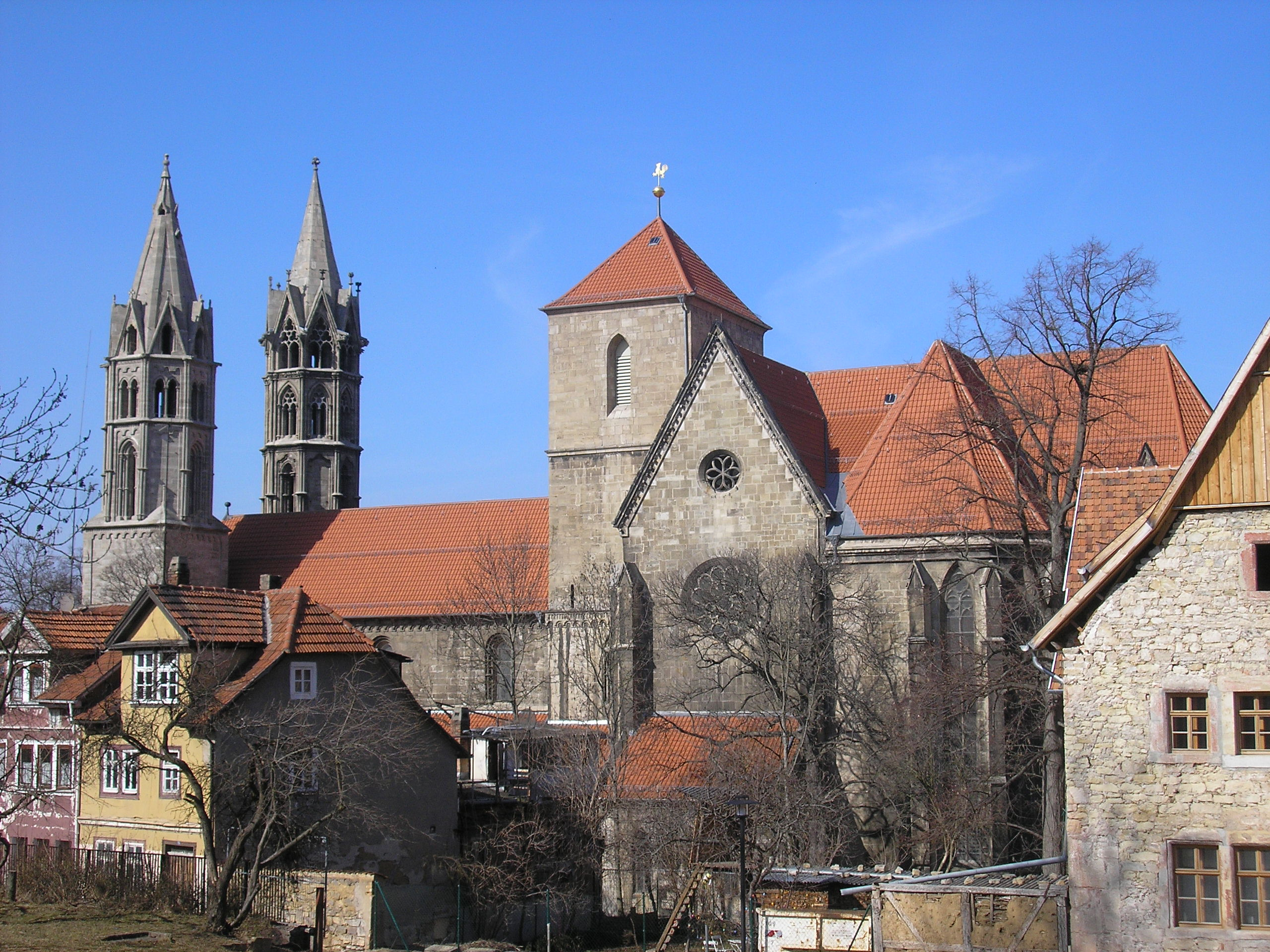
Kostel panny Marie